# تتسوجی تاکچی
تتسوجی تاکچی (ژاپنی: 武智 鉄二؛ انگلیسی: Tetsuji Takechi ۱۰ دسامبر ۱۹۱۲ – ۲۶ ژوئیهٔ ۱۹۸۸) کارگردان فیلم و تئاتر، و نویسنده و منتقد اهل ژاپن بود. او ابتدا به خاطر نقد تئاتر مطرح شد. سپس بین دهه‌های ۱۹۴۰ و ۱۹۵۰ آثار کابوکی تجربی و تأثیرگذاری آفرید و در سبک‌های نو، کئوگن و تئاتر مدرن نیز دست به تجربه زد. بین سالهای ۱۹۵۶ تا ۱۹۵۷ هدایت یک برنامهٔ تلویزیونی محبوب را بر عهده داشت که به نقد تئاتر می‌پرداخت.
او در دههٔ ۱۹۶۰ وارد صنعت سینما شد و به پورنوگرافی نرم رو آورد. دومین ساختهٔ سینمایی‌اش، خیالبافی، نخستین فیلم صورتی تجاری با بودجهٔ سنگین سینمای ژاپن به شمار می‌رود؛ فیلمی که مجدداً در سال ۱۹۸۱ با همان عنوان بازسازی کرد که نخستین فیلم پورنوگرافی سخت سینمای ژاپن به شمار می‌رود.